# Jean-Luc Brunel
Jean-Luc Brunel (Paris, 1946 – Paris, 19 de fevereiro de 2022) foi um olheiro francês e ex-gerente de uma agência de modelos. Ele ganhou destaque liderando a agência de modelos Karin Models e fundou o MC2 Model Management, que tinha escritórios em Nova Iorque, Miami e Tel Aviv. O assunto de uma investigação de 60 Minutes em 1988, Brunel enfrentou alegações de agressão sexual por três décadas.
Ele passou por um exame minucioso de seus vínculos comerciais com o falecido financista Jeffrey Epstein, com quem trabalhou desde o início dos anos 2000 até 2015. Brunel negou as acusações e, em março de 2020, não havia sido acusado criminalmente.

## Primeiros anos
Jean-Luc Brunel nasceu em Paris, França, em 1946. Seu pai era um executivo imobiliário parisiense da alta sociedade. Ele tem um irmão, Arnaud Brunel.

## Carreira
Brunel começou sua carreira no final da década de 1970, trabalhando como observador da agência de Karin Mossberg, Karin Models em Paris. Em 1978, ele se tornou o chefe da Karin Models.
Em 1988, Jean-Luc Brunel e seu irmão Arnaud Brunel fundaram a Next Management Corporation. Em 1989, os irmãos Brunel e Faith Kates formaram a agência global de modelos Next Management Company. Kates possuía uma participação majoritária na empresa, com a Next Management Corp. do irmão Brunel detendo uma participação minoritária de 25%. A American Photo informou que Brunel se separou da Next Management Company em abril de 1996 com os modelos de Miami. A Next Management Company processou os irmãos Brunel em 1996.
Brunel era considerado um olheiro talentoso que havia descoberto vários modelos que se destacaram, incluindo Christy Turlington, Sharon Stone e Milla Jovovich. Ele fundou a Karin Models of America em 1995. Depois que Brunel foi incluído no relatório da BBC MacIntyre Undercover sobre abuso na indústria da moda em novembro de 1999, ele foi banido de sua agência de modelos na Europa.
No início dos anos 2000, Brunel mudou-se para os Estados Unidos. The Daily Beast informou que contava com o financiamento de seu irmão Arnaud e seu parceiro de negócios, Etienne des Roys. Em 2003, os dois financiadores saíram e, após o "escritório de Paris arquivar para revogar a reivindicação de Brunel à marca Karin em 2004", ele mudou o nome da agência para MC2.
Brunel conheceu Ghislaine Maxwell na década de 1980 e mais tarde o apresentou ao rico financiador Jeffrey Epstein. Brunel recebeu fundos da Epstein de "até um milhão de dólares" em 2004 para ajudar a lançar uma nova agência de modelos: o MC2 Model Management. Brunel transformou a divisão Karin Models US em MC2 Model Management, abrindo escritórios em Nova Iorque e Miami em 2005. O nome da agência evoca Epstein através de uma referência à equação de Einstein para equivalência de energia em massa ou {\displaystyle E=mc^{2}}. Os clientes do MC2 incluíam a Nordstrom, Macy's Inc., Saks Fifth Avenue, Neiman Marcus, J. C. Penney Co., Kohl's Corp., Kohl's Corp., Target Corporation, Sears e Belk.
Virginia Roberts Giuffre, notável acusador de Epstein, alegou em um processo judicial de 2014 que o sistema era uma cobertura para o tráfico sexual. Em documentos judiciais divulgados em agosto de 2019, Giuffre nomeou Brunel como um dos homens com quem Maxwell a instruiu quando adolescente para fazer sexo.
Em 2019, foi relatado que Brunel ajudou a criar os modelos de identidade em Nova Iorque e a 1Mother Agency em Kiev, na Ucrânia. O MC2 foi dissolvido em 27 de setembro de 2019.

## Acusações sexuais
Brunel foi alvo de uma investigação de sete meses pelo produtor da CBS Craig Pyes e pela repórter Diane Sawyer por 60 Minutes. O segmento de investigação "Modelos Americanos em Paris", que foi ao ar em 23 de dezembro de 1988, cobriu a conduta de Brunel e seu colega de modelagem parisiense Claude Haddad. Vários modelos americanos que trabalharam com Brunel foram entrevistados por 60 Minutes e descreveram suas experiências da cultura que Brunel promoveu onde os modelos eram rotineiramente drogados e abusados sexualmente. Eileen Ford (da Ford Modeling Agency de Nova Iorque) enviou seus modelos para Brunel para as tarefas de Paris e foi entrevistada para o programa em que ela alegou não ter conhecimento prévio das múltiplas queixas de Brunel sobre modelos de exploração sexual e abuso de drogas. Ele negou as cláusulas, mas Ford acabou cortando os laços com ele após a transmissão. Michael Gross relatou em Model: The Ugly Business of Beautiful Women que Brunel admitiu ter usado cocaína por anos. Brunel defendeu seu uso afirmando que não tinha problemas com drogas desde que se absteve de usar cocaína durante o dia.
Em 2002, Brunel foi novamente associada a abusos depois que a supermodelo da Elite Karen Mulder descreveu à imprensa francesa a cultura de má conduta sexual e manipulação predominante na indústria da moda.
Apesar da atenção renovada, Brunel não enfrentou acusações criminais.
Brunel foi acusada por Virginia Giuffre de traficar sexualmente meninas para Epstein. Guiffre afirmou em um depoimento de 2015 que Epstein se gabou dela que ele “dormiu com mais de mil das meninas de Brunel”. Brunel respondeu negando envolvimento em quaisquer atividades ilegais com Epstein, dizendo: "Eu nego veementemente ter cometido qualquer ato ilícito ou qualquer irregularidade no decorrer do meu trabalho como gerente de agências de modelos ou olheiro". De 1998 a 2005, Brunel foi listado como passageiro nos registros de voo do avião particular de Epstein em 25 viagens. Ele também era um visitante regular da prisão onde Epstein estava preso em 2008, com pelo menos setenta visitas registradas.
Brunel processou a Epstein em 2015, alegando que ele e o MC2 haviam "perdido vários contatos e negócios nos negócios de modelagem como resultado das ações ilegais da Epstein". Ele também alegou que Epstein havia obstruído a justiça ao orientar Brunel para evitar que seu depoimento fosse levado ao processo criminal contra Epstein pelo Departamento de Polícia de Palm Beach. O processo foi posteriormente julgado improcedente.
Brunel foi visto pela última vez em público no Paris Country Club em 5 de julho de 2019. Após a morte de Epstein, em agosto de 2019, Brunel se escondeu. Pouco tempo depois, a Polícia Nacional Francesa iniciou uma investigação sobre Brunel. Em setembro de 2019, a casa e os escritórios de Brunel em Paris foram revistados por investigadores franceses como parte de uma investigação sobre o tráfico sexual por Epstein.

## Vida pessoal
Brunel era casada com Helen Hogberg, uma modelo sueca. Hogberg se divorciou de Brunel em 1979. Em 1988, ele se casou com sua namorada de dois anos, a modelo americana Roberta Chirko. Brunel e Chirko mais tarde se divorciaram. Em 19 de fevereiro de 2022, Brunel foi encontrado morto em sua cela em La Santé, depois de ter morrido por suposto suicídio por enforcamento.